# Dorotheum
Le Dorotheum, fondé en 1707, est la plus ancienne salle des ventes au monde ; elle donne son nom à la société qui en assure la gestion. Son siège, surnommé familièrement « Tante Dorothee », se trouve à Vienne, sur la Dorotheergasse, et reste la plus importante salle des ventes d'Europe centrale. Les objets mis aux enchères sont présentés dans une salle d'exposition. Le Dorotheum a des succursales dans chaque quartier de Vienne, dans les différents länder autrichiens, ainsi qu'à Bruxelles, Düsseldorf, Florence, Milan, Munich, Rome, Prague et Zagreb.

## Histoire

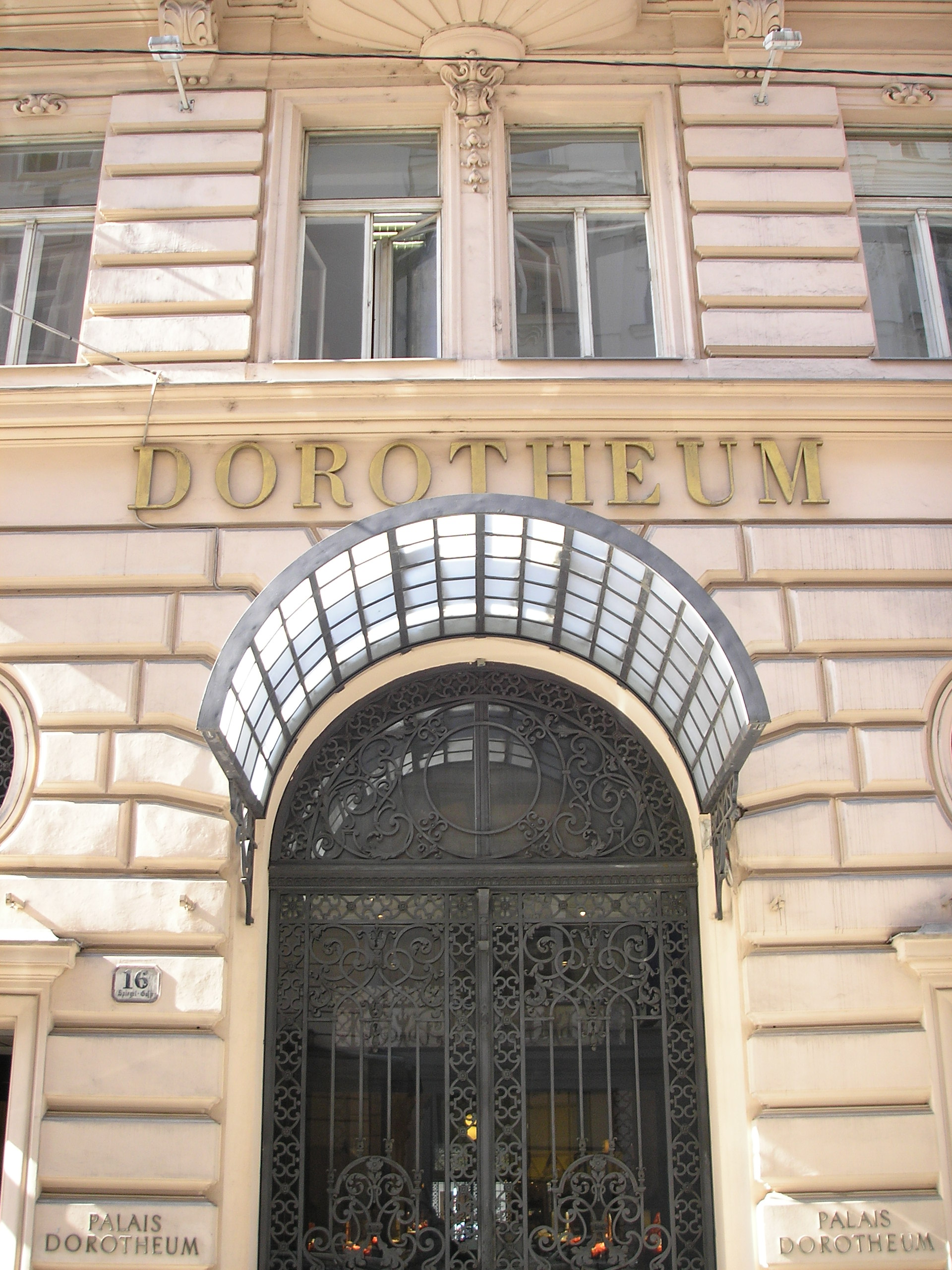
Entrée actuelle du Palais Doretheum (Vienne).

L'établissement est fondé le 14 mars 1707 par l'empereur Joseph Ier sous le nom de Versatz- und Fragamt- zu Wien (que l'on peut traduire par « bureau de ventes par médiation ») et se situe dans le centre historique. Durant plusieurs décennies, le rôle de cet établissement reste relativement discret : le Wiennerisches Diarium en précise à cette époque les attributions qui se résument à gérer principalement les ventes de biens saisies dans le cadre des opérations de liquidation (immobiliers, meubles, etc.), réservées à un public restreint. En 1787, de nouveaux locaux sont ouverts sur Dorotheerkloster et le nom « Dorotheum » s'impose.
Après 1873, les ventes connaissent une envolée. Le Dorotheum comporte alors treize salles. En 1901, l'empereur François-Joseph ordonne la construction d'un nouveau bâtiment. L'architecte Emil von Förster (de) est à l'origine de l'actuel Palais Dorotheum. La cour intérieure a été baptisée en hommage au ministre-président d'alors, Erich von Kielmansegg.
L'adresse actuelle est Dorotheergasse 17 dans le 1er arrondissement de Vienne.
La salle principale, où ont lieu les expositions avant les ventes, s'appelle Kaiser Franz Joseph-Saal et la plus grande salle de ventes, comprenant 170 sièges, a été nommée Ludwigstorff-Saal, d'après une illustre famille de conseillers impériaux.
Des ventes restées célèbres eurent lieu avant 1938 au Dorotheum : par exemple, la dispersion des collections de Bertha von Suttner en 1914, celle de l'ensemble des biens du château de Kleßheim, près de Salzbourg, en 1921, propriété de l'archiduc Louis Victor de Habsbourg-Lorraine, ou encore les collections d'Albert Figdor (de) (1843-1927), qui reste un des très grands collectionneurs de son temps.

### Le Dorotheum sous le nazisme
Après l'Anschluss, en mars 1938, le NSDAP met à la tête de l'organisme Anton Jennewein et Franz Hofbauer, deux fonctionnaires nazis qui vont licencier le personnel juif et faire transiter via le Dorotheum durant près de cinq ans une grande partie des biens spoliés aux familles juives. L'aryanisation des biens passait par le processus légal de la vente publique. Après 1945, deux problèmes majeurs sont apparus : d'abord la loi de restitution (Rückstellungsgesetz) s'avère tellement complexe que la plupart des survivants et des ayants droit renoncèrent à engager un procédure ; ensuite, la liste des biens spoliés faisant mention des familles spoliées a été détruite. Cependant, depuis 1999, de nouveaux efforts ont été entrepris, notamment par la publication d'une liste de l'ensemble des biens vendus durant cette époque, liste établie d'après les registres comptables de l'établissement.
Depuis une dizaine d'années, de nombreuses recherches ont été menées pour rétablir la vérité historique sur l'implication de l'organisme dans le processus de spoliation. En 2006, les dirigeants du Dorotheum ont présenté des excuses officielles.

### Privatisation et développement
La privatisation du Dorotheum est effective en septembre 2001. Jusqu'à cette date, le gouvernement fédéral en possédait la majorité des parts. Les acquéreurs sont Carinthie Erwin et Hanno Soravia, deux frères dirigeant le Groupe Soravia, associés à Christoph Dichand, propriétaire de médias, déjà patron de la maison de ventes en ligne OneTwoSold. La Cour des comptes autrichienne (Rechnungshof) a fermement critiqué cette opération en raison de la faiblesse relative de revenus générés pour l'État, mais l'enquête qui s'ensuivit, et qui impliquait le ministre des Finances Karl-Heinz Grasser, a été abandonnée en 2016.
En 2010, la maison crée son département d'art tribal et met en vente la plus grande pièce en or du monde d'une valeur faciale d'un million de dollars canadiens.
En 2016, le chiffre total des ventes cumulées était de 72,82 millions de $, pour 600 ventes et 4 807 lots.